# Стопник (Толмин)
Стопник (словен. Stopnik) — поселення в общині Толмин, Регіон Горишка, Словенія. Висота над рівнем моря: 205,3 м. Розміщене в долині річки Ідрійца.